# Cantabres
Pour les articles homonymes, voir Cantabre.
Les Cantabres également appelés Lapurdes sont un ensemble de onze peuples qui occupaient une partie du nord de la Péninsule Ibérique, au sud du Golfe de Gascogne, près de Santander et Bilbao, dans les montagnes de l'actuelle communauté autonome de Cantabrie. 

## Ethnonyme
L'étymologie de Cantabre (latin Cantabri) est discutée, certains croient reconnaître dans l'élément Cant(a)- un thème pré-latin non attesté *kanto- « pierre », et que l'on retrouve par exemple en galicien médiéval sous la forme canto « bloc de pierre, pierre ». Une autre hypothèse se base sur la position géographique de la Cantabrie et considère Cant(a)- comme un élément pouvant représenter le celtique *canto- « cercle (de la roue), jante » → « coin » ? qui a des descendants dans les langues romanes (français (à) chant, canton) et celtiques modernes (gallois cant « bord d'une roue, circonférence », breton kant « cercle »), ainsi que dans de nombreux toponymes et anthroponymes : Caticantus > Cachan; Liricantus > Larchant; Cantobre; Cantium > Kent (G.B.), etc. Cependant l'élément -abr- résiste à toute analyse par le celtique, mais semble se retrouver dans d'autres langues indo-européennes et constitue un élément linguistique des théonymes Artrabes (Galice), Velabres (Irlande) et Γαλάβριοι Galábrioi (Balkans, Calabre).

## Les peuples
Les onze peuples cantabres étaient:
- les Avarigines,
- les Blendii (ou Plentusii),
- les Camarici,
- les Concani (probablement identiques aux Conisci),
- les Coniaci,
- les Morecani,
- les Noegi,
- les Orgenomesci,
- les Salaeni,
- les Vadinienses
- les Velliques

Certains de ces ethnonymes peuvent s'expliquer par le celtique, comme par exemple, celui des Orgenomesci, composé de l'élément orgeno- « meurtre, massacre » cf. gaulois Orgeto- / Orgeno- attesté dans des anthroponymes, toponymes et théonymes (ex : Orgétorix; Orgedeuil, Charente, Orgadolio 1312). C'est un dérivé nominal en -en- d'une racine verbale org- « tuer » cf. vieil irlandais orgaid « il tue », orcun « massacre » ; vieux breton org « coup », orgat « tueur ». Le second élément -mesci représente sans doute le pluriel du celtique mesco « ivre » (celtique commun *medsco- < *medusco-, sur medu « hydromel »). On rencontre effectivement un mesc « ivre » et mescae « ivresse » en vieil irlandais.

## Origine
Le philosophe Sénèque, lui-même originaire d'Espagne, s'était exilé en Corse. Il avait remarqué que les habits des habitants de la Corse ressemblaient aux Cantabres et que leurs langues avaient des réminiscences de la vieille langue ibérique. L'origine celtique défendue par certains spécialistes des Celtes comme Venceslas Kruta, reprend en cela des idées du XIXe siècle. En revanche, P. Bosch Gimpera a considéré qu'il s'agissait d'une enclave ibérique en terre celtique, alors que J. Caro Baroja les identifie comme un peuple autochtone pré-celtique.

## Historique
Ils avaient pour voisins les Vaccéens et les Turmoges au sud, les Autrigons à l'est et les Astures à l'ouest.
Ils ont longtemps défié les légions romaines entre leur première guerre contre les Romains en 150 av. J.-C. et leur soumission finale, plus d’un siècle plus tard. Ils ne furent soumis que lorsque Agrippa et Auguste menèrent les guerres cantabres (29 av. J.-C. - 19 av. J.-C.) qui se terminèrent par leur extinction partielle. À partir de ce moment, leurs terres firent partie de la province romaine de Tarraconaise, où ils purent un peu se gouverner eux-mêmes.
Ils se romanisèrent peu à peu, mais vivaient en villages et sont peu mentionnés dans l'Histoire. Ils fournirent des recrues pour l'armée romaine, en tant qu'auxiliaires, comme leurs voisins asturiens. Leurs terres contenaient des mines de plomb.

### Filmographie
- Los cántabros, film espagnol réalisé en 1980 par Paul Naschy.